# Oak Felder
Warren "Oak" Felder (Istanbul, 1980) é um compositor e produtor musical turco.